# نادي سيفين لكرة اليد
نادي سيفين لكرة اليد (بالإسبانية: Club Deportivo Elemental Sinfín Balonmano)‏ هو نادي كرة يد في إسبانيا تأسس في سنة 2004. يلعب في الدوري الإسباني لكرة اليد. تبلغ سعة ملعبه 4000 متفرجا.